# Il doit faire beau là-bas
Il doit faire beau là-bas (tradução portuguesa: "O tempo deve estar bom aí" foi o título da canção que representou a França no Festival Eurovisão da Canção 1967 que teve lugar em Viena, Áustria.
Foi interpretada em francês por Noëlle Cordier. Foi a quarta canção ser interpretada na noite do festival, a seguir à canção austríaca "Warum es hunderttausend Sterne gibt", cantada por Peter Horten e antes da canção portuguesa "O Vento Mudou", cantada por Eduardo Nascimento". A canção francesa terminou em terceiro lugar (entre 17 países), recebendo um total de 20 pontos. No ano seguinte, em 1968, a França foi representada por Isabelle Aubret que interpretou o tema "La source".

## Autores
A canção tinha letra de Pierre Delanoë, música de Hubert Giraud e a orquestração esteve a cargo do maestro Franck Pourcel. 

## Letra
A canção é uma balada, com Cordier cantando a uma amante que se encontra ausente. Ela explica que está a chover onde ela se encontra, mas "o tempo estar bom aí" onde ele está. Ela diz-lhe que detesta todas as pessoas com que ele vive sem ela, bem como as que não falam dela.